# Werthella
Werthella (лат.) — род морских тромбидиформных клещей семейства Halacaridae из надотряда Acariformes.

## Описание
Морские клещи микроскопических размеров. Длина тела от 410 мкм до 560 мкм. Рострум треугольный, короткий. Гнатосома короткая, немного длиннее своей ширины. Из четырех пар ног две передние обращены вперед, а две — назад. Относительно короткие ноги имеют шесть сегментов. Тело слабо склеротизовано. Дорзум с 6 парами щетинок. Род известен из Южного полушария, здесь его представители обитают в литоральных и абиссальных областях.

## Классификация
Включает около 10 видов. Род входит в состав подсемейства Copidognathinae Bartsch, 1983.
- Werthella ampliata[5]
- Werthella atlantica[6]
- Werthella crinata
- Werthella eltanini[7]
- Werthella johnstoni[7]
- Werthella lohmanni
- Werthella parvirostris
- Werthella plumifera
- Werthella tera
- Werthella terella[8]
- Werthella vietsi